# Edel-Pflaume
Die Edel-Pflaume (Prunus domestica subsp. italica) ist eine Unterart der Pflaume (Prunus domestica) mit kugeligen Früchten. Sie umfasst die beiden Sortengruppen der blauen oder dunkelroten Echten Edel-Pflaumen und jene der meist grüngelben Renekloden. Die Sippe wird in Mittel- und Südeuropa sowie Asien als Obstbaum genutzt.

## Merkmale
Die Edel-Pflaume ist ein sparriger, dornenloser Baum. Die Zweige verkahlen im ersten oder zweiten Jahr. Die fünf Kronblätter sind 0,8 bis 1,0 Zentimeter lang, fast rundlich und reinweiß. Die Steinfrucht besitzt einen Durchmesser von 3 bis 5 Zentimetern, ist kugelig und grüngelb, gelb, blau oder rot gefärbt. Das Fruchtfleisch ist in der Regel saftig. Der Steinkern ist beinahe kugelig, seine Seitenflanken sind hoch gewölbt und er haftet meist am Fruchtfleisch. Seine Dicke entspricht 72 bis 97 % seiner Länge.

## Systematik
Für Mitteleuropa werden zwei Sortengruppen unterschieden:
- Prunus domestica var. subrotunda (Bechst.) Werneck – Echte Edelpflaume, Edel-Rund-Pflaume: Die Früchte sind kugelig und dunkelrot bis blauschwarz, können aber auch weinrot sein. Das Fruchtfleisch ist mäßig süß. Hierher gehören Sorten wie ‘Blaue Berliner Aprikosenpflaume’, ‘Bunter Perdrigon’, ‘Frühe Königspflaume’, ‘Gr. Blaue Frühe’, ‘Pfirsichpflaume’ (‘Herrenpflaume’), ‘Kirkes’, ‘Ontariopflaume’, ‘Prokurator’ und ‘Weinpflaume’.[1]

- Prunus domestica var. claudiana (Poiret) Gams – Reineclaude, Reneclode, Reneklode, Ringlotte, Ringelotte (im süddeutschen Sprachraum genannt Ringlo):[2] Die Frucht ist kugelig und in der Regel gelbgrün. Das Fruchtfleisch ist ziemlich süß. Zur Reneclode gehören unter anderem die Sorten ‘Graf Althanns Reneklode’, eine alte und edle Gartensorte, die großfrüchtige ‘Bavays Reneclode’, ‘Boddarts Reneclode’, ‘Große Grüne Reneklode’, eine alte und beliebte Einmachsorte, ‘Meroldts Reneclode’, ‘Oullins Reneklode’ und ‘Uhinks Reneklode’.[1]
Der Name ist wahrscheinlich eine Zusammensetzung des frz. Begriffs Reine (Königin) und Claude de France.[3] Die Bezeichnung „prunes … de la Reine Claude“ bzw. „… de la Reyne Claude“ ist schon aus dem 17. Jahrhundert belegt,[4] aber von manchen Autoren[5] wird der Name auch auf den Obstforscher René Claude Anfang des 18. Jahrhunderts zurückgeführt.

Von Werneck werden den Echten Edel-Pflaumen und den Renecloden (zusammengefasst als Kultur-Rundpflaumen) die beiden österreichischen Landsorten Weinkriech (var. vinaria (Bechst.) Werneck) und Punzen (var. rotunda Werneck) (Ur-Rundpflaumen) gegenübergestellt. Die beiden Sorten sind kleinfrüchtig und gelten als primitiv. Weinkriech hat blaue oder violette Früchte mit einem Durchmesser von 1,7 bis 2,5 Zentimetern und einen pockennarbigen Steinkern. Bei Punzen sind die Früchte grün, rot oder blau, messen 2 bis 3 Zentimeter im Durchmesser und haben einen glatten Steinkern.